# Ashtjerān
Ashtjerān (persiska: اشتجران, Dashtjerān) är en ort i Iran.   Den ligger i provinsen Östazarbaijan, i den nordvästra delen av landet, 400 km nordväst om huvudstaden Teheran. Ashtjerān ligger 1 663 meter över havet och antalet invånare är 522.
Terrängen runt Ashtjerān är en högslätt.Runt Ashtjerān är det ganska tätbefolkat, med 62 invånare per kvadratkilometer. Närmaste större samhälle är Sarāb, 5,0 km norr om Ashtjerān. Trakten runt Ashtjerān består till största delen av jordbruksmark.